# Challenger de Waco 2023
El torneo Texas Tennis Classic 2023 fue un torneo de tenis perteneció al ATP Challenger Tour 2023 en la categoría Challenger 75. Se trató de la 1ª edición; el torneo tuvo lugar en la ciudad de Waco (Estados Unidos), desde el 27 de febrero hasta el 5 de marzo de 2023 sobre pista dura al aire libre.

## Jugadores participantes del cuadro de individuales
| Favorito | País                      | Jugador              | Rank1 | Posición en el torneo |
| -------- | ------------------------- | -------------------- | ----- | --------------------- |
| 1        | Bandera de Australia      | Jordan Thompson      | 93    | Baja                  |
| 2        | Bandera de Australia      | Rinky Hijikata       | 117   | Primera ronda         |
| 3        | Bandera de Estados Unidos | Aleksandar Kovacevic | 124   | CAMPEÓN               |
| 4        | Bandera de Italia         | Mattia Bellucci      | 149   | Primera ronda         |
| 5        | Bandera de Alemania       | Maximilian Marterer  | 159   | Primera ronda         |
| 6        | Bandera de Croacia        | Borna Gojo           | 160   | Semifinales           |
| 7        | Bandera de China Taipéi   | Tung-lin Wu          | 164   | Primera ronda         |
| 8        | Bandera de Francia        | Alexandre Müller     | 170   | FINAL                 |

- 1 Se ha tomado en cuenta el ranking del 20 de febrero de 2023.

### Otros participantes
Los siguientes jugadores recibieron una invitación (wild card), por lo tanto ingresan directamente al cuadro principal (WC):
- Ryan Harrison
- Toby Kodat
- Aleksandar Kovacevic

Los siguientes jugadores ingresan al cuadro principal tras disputar el cuadro clasificatorio (Q):
- Ulises Blanch
- Aziz Dougaz
- Filip Misolic
- Shintaro Mochizuki
- Keegan Smith
- Coleman Wong

## Campeones

### Individual Masculino
- Aleksandar Kovacevic derrotó en la final a  Alexandre Müller, 6–3, 4–6, 6–2

### Dobles Masculino
- Ivan Sabanov /  Matej Sabanov derrotaron en la final a  Evan King /  Mitchell Krueger, 6–1, 3–6, [12–10]